# Homogenia nigroscutellata
Homogenia nigroscutellata là một loài ruồi trong họ Tachinidae.